# Northlandz

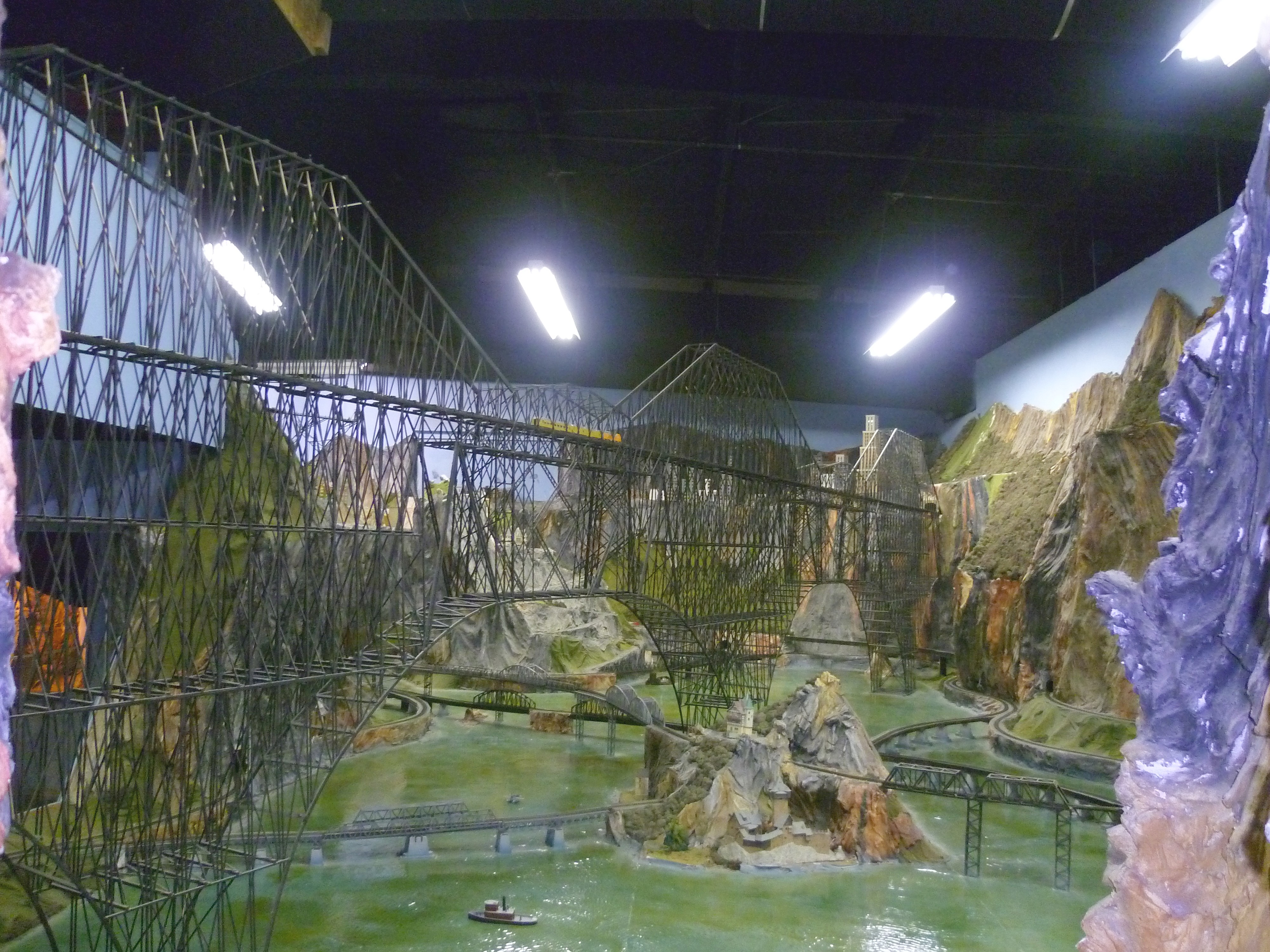
Einige der vielen Brücken in Northlandz

Northlandz ist eine Modelleisenbahn-Schauanlage in Flemington im amerikanischen Bundesstaat New Jersey.
Erbaut wurde die Anlage in den 1970er Jahren von Bruce Williams Zaccagnino, der nach eigenen Angaben auch als Konzertmusiker, Computerspiel-Programmierer und Herausgeber tätig war  und die Ausstellung bis heute betreibt. Lange Zeit galt die Anlage mit ihren ca. 800 m² Anlagenfläche in einer 5000 m² großen Halle als größte Modelleisenbahnanlage der Welt, bis dieser 'Titel' im Juli 2005 an das Miniatur-Wunderland in Hamburg überging, da sich die dortige Anlagenfläche durch Fertigstellung des Abschnitt Skandinavien auf 1300 m² vergrößerte.

## Beschreibung
Die Hauptanlage ist in der Nenngröße H0  ausgeführt. Dominierend sind auf der durch einen auf- und absteigenden Besucherweg erschlossenen Ausstellung die bis zu 13 m langen Brückenbauwerke, von denen oft mehrere übereinander die tiefen Canyons überspannen. Die über 100 fahrenden Züge sind fast ausschließlich mit Diesellokomotiven bespannt und befahren eine Gesamtstrecke von fast 13 km. Die teilweise surreal anmutenden Gebäude und Stelzenkonstruktionen sind häufig eher beeindruckend als besonders realistisch dargestellt. Zwei kleinere Ausstellungsanlagen in Spur 0 und Spur IIm sind ebenfalls vorhanden.
Neben einer Puppenausstellung, Bildergalerien und Vitrinen mit anderen, eisenbahnbezogenen Ausstellungsstücken, befindet sich auf dem Außengelände noch eine kleine Schmalspurbahn.